# Jurij Gazzajew
Jurij Farzunowicz Gazzajew (ru. Юрий Фарзунович Газзаев, ur. 27 listopada 1960) to rosyjski trener i piłkarz występujący na pozycji pomocnika lub napastnika. Jego kuzynem jest Walerij Gazzajew.